# Ossilo (figlio di Ares)
Ossilo (in greco antico: Ὄξυλος?, Oxilos) è un personaggio della mitologia greca.
Di Ossilo parla Apollodoro, che lo definisce figlio di Ares, dio della guerra, e di Protogenia (figlia di Calidone). Nient'altro viene detto su questo personaggio, che potrebbe però essere identificato con un altro Ossilo, di cui narrano Pausania e lo stesso Apollodoro.